# شعب حمران (المعافر)
شعب حمران  هي إحدى قرى الجمهورية اليمنية. تتبع جغرافيا لمحافظة تعز وإداريًا لمديرية المعافر. يبلغ تعداد سكانها 659 نسمة حسب التعداد السكاني في اليمن في 2004.